# Sapor de Mesena
Sapor de Mesena foi um nobre persa da dinastia sassânida que viveu no século III. Segundo a Feitos do Divino Sapor, era filho do xá Sapor I (r. 240–270) e irmão de Hormisda, Narses e Vararanes. Segundo ela, era xá de Mesena nos anos 260, região que compreende territórios do atual sul do Iraque e Cuaite; ele faleceu antes de seu pai. Foi sugerido que talvez pode ser a personagem homônima que serviu como xá do Turanistão nos anos 240, sendo possível que sua transferência para Mesena tenha ocorrido no momento que seu irmão Narses foi nomeado rei do Sacastão (que engloba o Turanistão).
Sapor era casado com Denaces, que serviu como rainha de Mesena com o título de dastagerda de Sapor (Dastgerd-Šābuhr), um título concedido a ela pelo esposo. Quando Sapor faleceu, Denaces provavelmente sucedeu-o. Eles tiveram vários filhos, dos quais se sabe de sete: dentre eles estava Saburductace, a esposa de Vararanes II (r. 274–293); Hormisda; Otobacte; Hormisdaces; Vararanes; Sapor; e Perozes.

## Nome
O nome Xapur (Šapur) combina as palavras šāh (rei) pūr (filho), significando literalmente "filho do rei". Seu nome foi utilizado por vários reis e notáveis durante o Império Sassânida e além e deriva do persa antigo Quexaiatia.putra (*xšayaθiya.puθra). Pode ter sido um título, mas ao menos desde as últimas décadas do século II tornou-se um nome próprio. Foi registrado em parta (𐭔𐭇𐭉𐭐𐭅𐭇𐭓, šḥypwḥr) e persa médio (𐭱𐭧𐭯𐭥𐭧𐭥𐭩, šhpwr-y) como Xapur, em pálavi maniqueísta como Xabur (em parta: 𐫢𐫀𐫁𐫇𐫍𐫡, Š’bwhr), no livro pálavi como Xapur (šhpwhl), em armênio como Xapu (Շապուհ, Šapuh) e Xapur (Շապուրհ, Šapurh), em siríaco como Xabor (ܫܒܘܪ, Šāḇōr), em sogdiano como Xapur (š’p(‘)wr), em grego como Sapores (Σαπώρης, Sapṓrēs), Sabur (Σαβούρ, Saboúr) e Sabor (Σαβόρ, Sabór), em latim como Sapores e Sapor, em árabe como Assabur (الصبور, al-Sābūr) e em persa novo como Xapur (شاپور / شاه پور, Šāpur / Šāhpur), Xafur (شاهفور, Šahfur), etc.